# Neuillay-les-Bois
Neuillay-les-Bois è un comune francese di 678 abitanti situato nel dipartimento dell'Indre nella regione del Centro-Valle della Loira.

## Società

### Evoluzione demografica
Abitanti censiti